# Municipio de Louriston
El municipio de Louriston (en inglés: Louriston Township) es un municipio ubicado en el condado de Chippewa en el estado estadounidense de Minnesota. En el año 2010 tenía una población de 165 habitantes y una densidad poblacional de 1,77 personas por km².

## Geografía
El municipio de Louriston se encuentra ubicado en las coordenadas 45°5′59″N 95°25′25″O / 45.09972, -95.42361. Según la Oficina del Censo de los Estados Unidos, el municipio tiene una superficie total de 93.48 km², de la cual 92,31 km² corresponden a tierra firme y (1,25 %) 1,17 km² es agua.

## Demografía
Según el censo de 2010, había 165 personas residiendo en el municipio de Louriston. La densidad de población era de 1,77 hab./km². De los 165 habitantes, el municipio de Louriston estaba compuesto por el 96,36 % blancos, el 3,64 % eran asiáticos. Del total de la población el 0,61 % eran hispanos o latinos de cualquier raza.